# Альнес, Эйвинн
Эйвинн Альнес (норв. Eyvind Alnæs; 29 апреля 1872, Фредрикстад — 24 декабря 1932, Осло) — норвежский композитор, пианист, органист и хоровой дирижёр.

## Биография
Эйвинн Альнес родился в Фредрикстаде, в семье директора школы Йоханнеса Йоргена Лаурица Альнеса (1835—1916) и Элизы Мартин Хансен (1851—1931). Учился в Осло у Ивера Хольтера, затем в Лейпцигской консерватории (1892—1895) у Карла Райнеке. Успешная премьера Первой симфонии Альнеса (1896) привела к назначению ему стипендии для дополнительного изучения композиции у Юлиуса Рутхардта. В 1895—1907 гг. Альнес служил органистом в Драммене, а с 1907 г. и до конца жизни в Осло, в том числе с 1916 г. в Кафедральном соборе Осло. Руководил также различными хоровыми коллективами.
Композиторское наследие Альнеса выдержано в позднеромантическом стиле и включает две симфонии (1896, 1923), симфонические вариации (1898), фортепианный концерт (1913), сюиту для виолончели и фортепиано, различные фортепианные и хоровые сочинения, песни. Он также подготовил четырёхтомное собрание норвежской народной музыки «Северные мелодии» (норв. Nordes Melodier; 1922).
Некоторые песни Альнеса входили в репертуар Фёдора Шаляпина и Кирстен Флагстад. Премьерную запись его фортепианного концерта осуществил в 2007 году Пирс Лэйн (с Бергенским филармоническим оркестром под управлением Эндрю Литтона).
Дочь Эйвинна Альнеса, Лисе Бёрсум, была участницей норвежского Сопротивления и автором книг о своём опыте заключения в концентрационных лагерях.
Похоронен на Западном кладбище Осло.